# Al-Kurna (Egipt)
Al-Kurna (arab. القرنة) – miejscowość w Egipcie, w muhafazie Luksor. W 2006 roku liczyła 24 239 mieszkańców.